# Geschiedenis van Orange

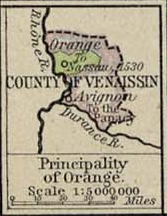
Het Prinsdom Orange in 1547

De kleine Provencaalse stad Orange kent een geschiedenis die al teruggaat tot de Romeinse tijd.

## Keltisch
Er bestond reeds een eerdere Keltische nederzetting op deze plek. Daar werd in 105 v.Chr. de belangrijke slag bij Arausio uitgevochten tussen twee Romeinse legers en de legers van de Cimbren en de Teutonen.

## Romeinen
De stad Arausio werd rond 35 tot 30 v.Chr. gesticht door de veteranen van het IIe Romeinse Legioen. De naam Arausio werd afgeleid van de naam van een plaatselijke Keltische watergod. De volledige naam was Colonia Julia Firma Secundanorum Arausio, ofwel de Juliaanse kolonie van Arausio, gesticht door soldaten uit het tweede legioen. In 77 liet keizer Vespasianus het kadaster van Arausio op marmer vastleggen.

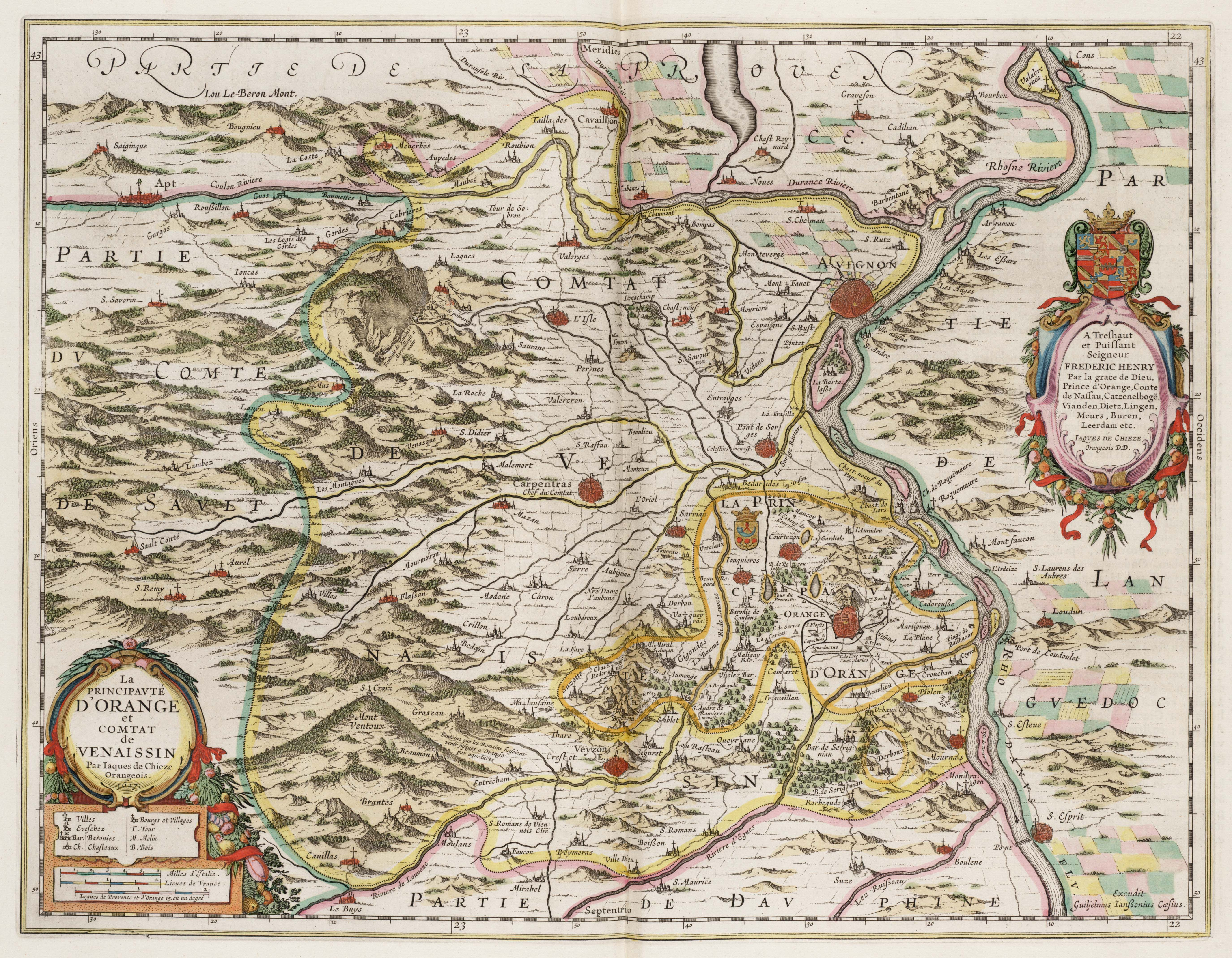
Het Prinsdom Orange rond 1630

## Bisdom
De daarop volgende eeuwen floreerde de stad, en in 460 was Eutropius bisschop van Orange.

## Graafschap
Volgens de overlevering werd in 793 de stad door een hoveling van Karel de Grote, Guillaume au Cornet, op de Saracenen veroverd. Hij werd graaf van Orange (zie Orange (prinsdom)), stichtte er aan het eind van zijn leven een klooster en liet het al zijn bezittingen na.

## Prinsdom
In 1096 nam de graaf van Orange deel aan de eerste kruistocht. In 1150 laat de laatste prinses van Orange, Tiburge, het prinsdom aan het huis Des Baux na. In 1208 werd onder Guillaume des Baux de kathedraal Notre-Dame-de-Nazareth ingewijd. Nadat het bevolkingsaantal in 1348 door de pest gehalveerd werd, gaf Raymond V des Baux ruim toegang tot de stad aan de joden.
In 1393 ging het prinsdom over in handen van de familie de Chalon. In 1530 stierf Philibert, de laatste van dat huis en erfde René van Chalon, de zoon van Philiberts zuster Claudia, het prinsdom. Zijn devies was: Je Maintiendrai Chalôn.
Hij was Heer van Breda en Prins van Oranje. Nadat hij kinderloos was gestorven kwam het prinsdom aan zijn neef Willem de Zwijger. De stad werd hiermee allengs betrokken in de geloofsstrijd die zich overal in Europa openbaarde.

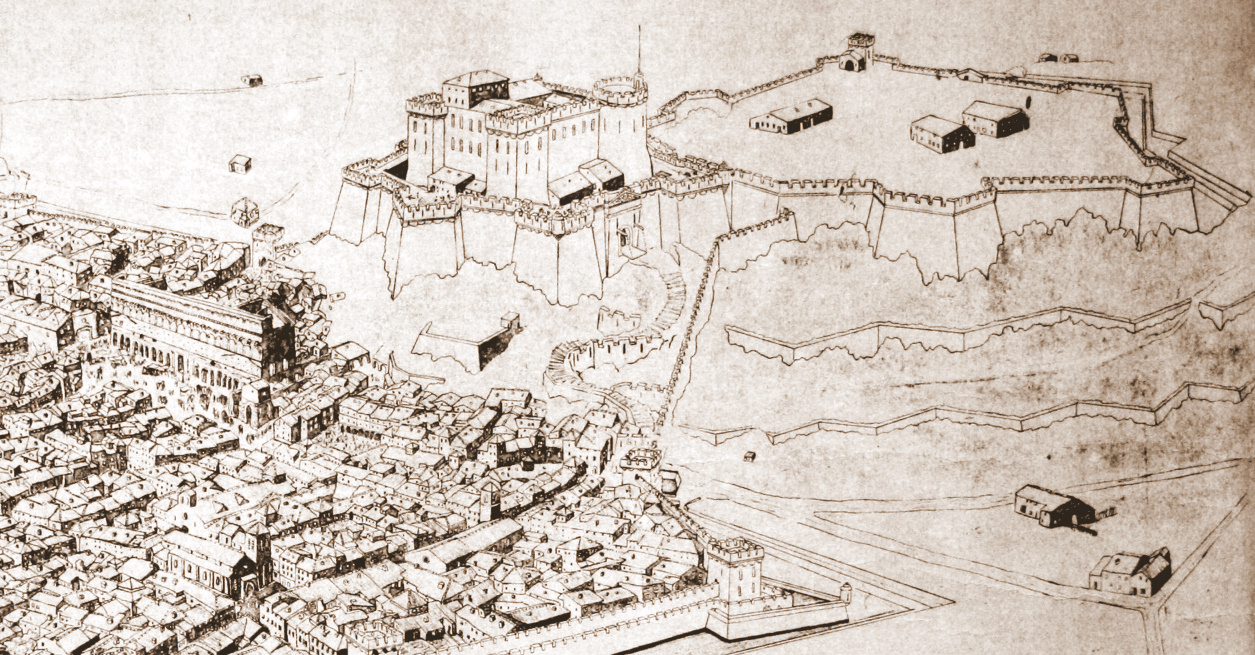
De stad Orange en de burcht in de 17e eeuw, door G. Trouillet.

In 1562 vond een strafexpeditie plaats tegen de protestanten die zich in de stad verschanst hadden. Het prinsdom bleef echter in handen van de Oranjes en Prins Maurits versterkte de stad tot een moderne burcht. Het rampjaar 1672 had ook voor Orange gevolgen. In 1673 slaagde Lodewijk XIV er in het kasteel volledig te verwoesten.
In 1702, na de dood van Stadhouder Willem III, ging het prinsdom over op de prinsen van Bourbon-Conti en dat betekende in 1703 het einde van het protestantisme. Lodewijk XIV nam de stad in en de protestantse inwoners moesten allemaal vertrekken. Bij de Vrede van Utrecht in 1713 werd de aanhechting bij Frankrijk voorgoed erkend. In 1731 werd het prinsdom opgenomen in de Franse provincie Dauphiné en hield het op als onafhankelijke staat te bestaan.